# Тоше Проескі (стадіон)
Національна Арена «Тоше Проескі» (мак. Национална арена „Тоше Проески“) — багатофункціональна спортивна арена в Скоп'є місткістю 33 460 сидячих місць, яка є головним стадіоном країни. Нині використовується здебільшого для футбольних матчів, але іноді й для музичних концертів та інших заходів. Стадіон є домашньою ареною «Вардару» та «Работнічків», а також тут проводить більшу частину матчів національна збірна Македонії.
З моменту заснування і до лютого 2009 року мав назву Міський стадіон Скоп'є (мак. Градски стадион Скопје), після чого отримав Національна Арена «Філіпп II Македонський» (мак. Национална Арена „Филип II Македонски“) (ім'я одного з царів Македонії — Філіппа II Македонського). У 2019 році стадіон було перейменовано в честь видатного македонського співака — Тоше Проескі.

## Галерея

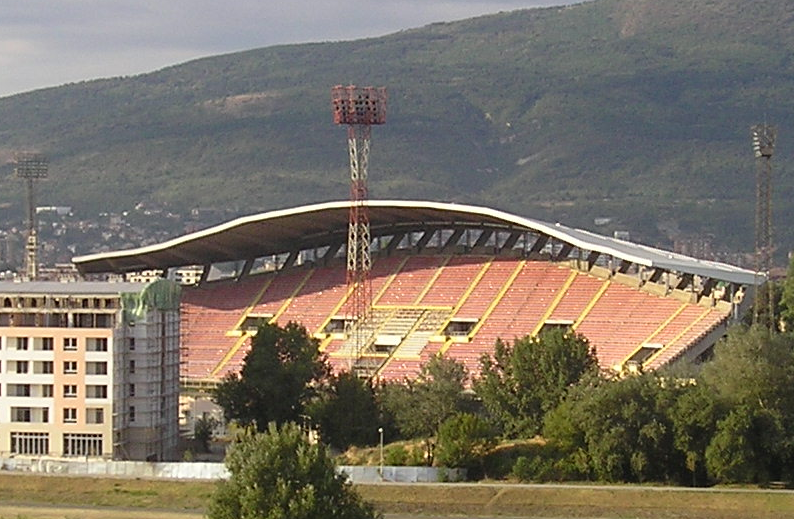
Вигляд стадіону до реконструкції
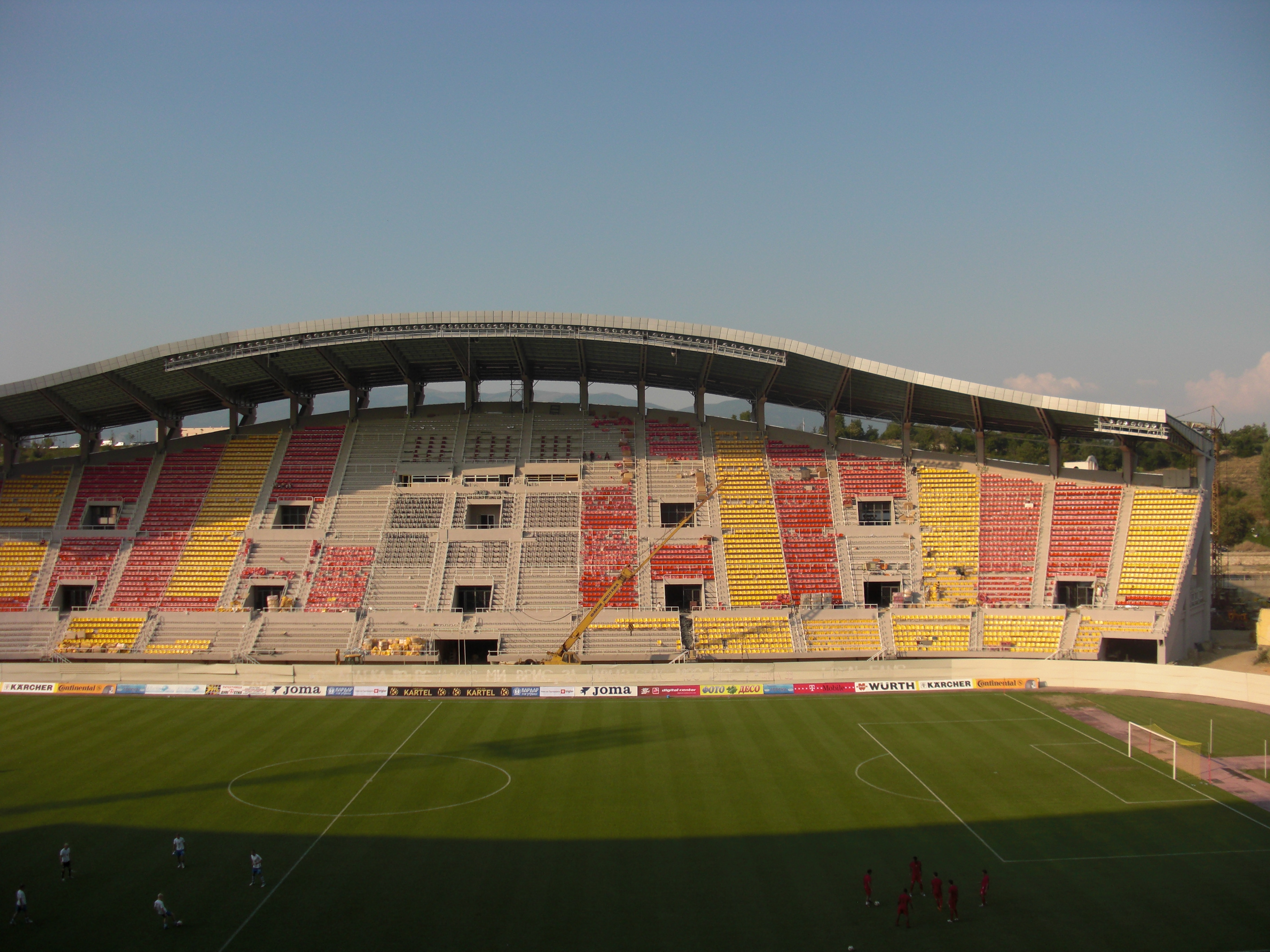
Реконструкція стадіону
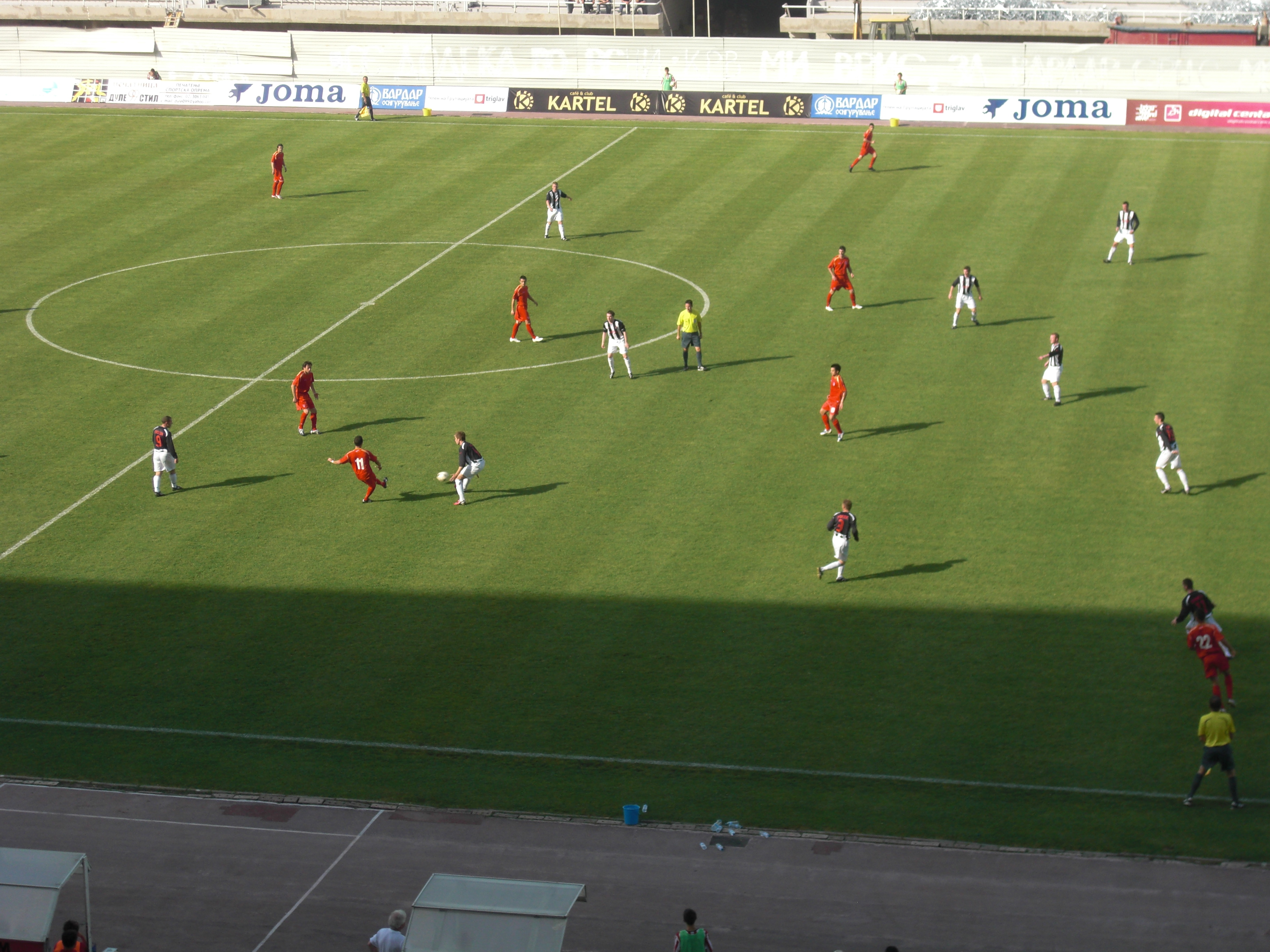
Матч Ліги Європи між «Работничками» та північноірландським «Крузейдерсом» на стадіоні
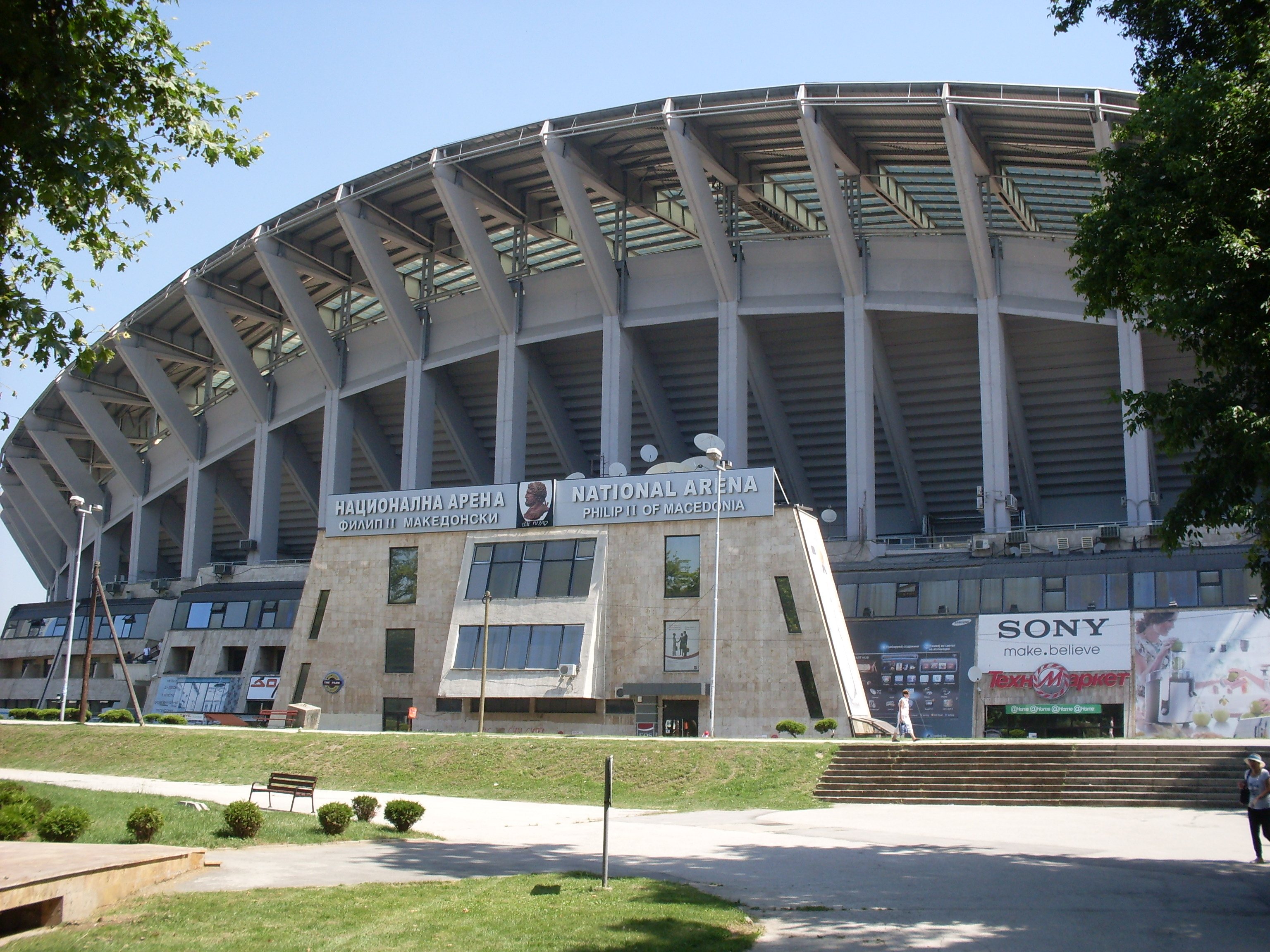
Зовнішній вигляд
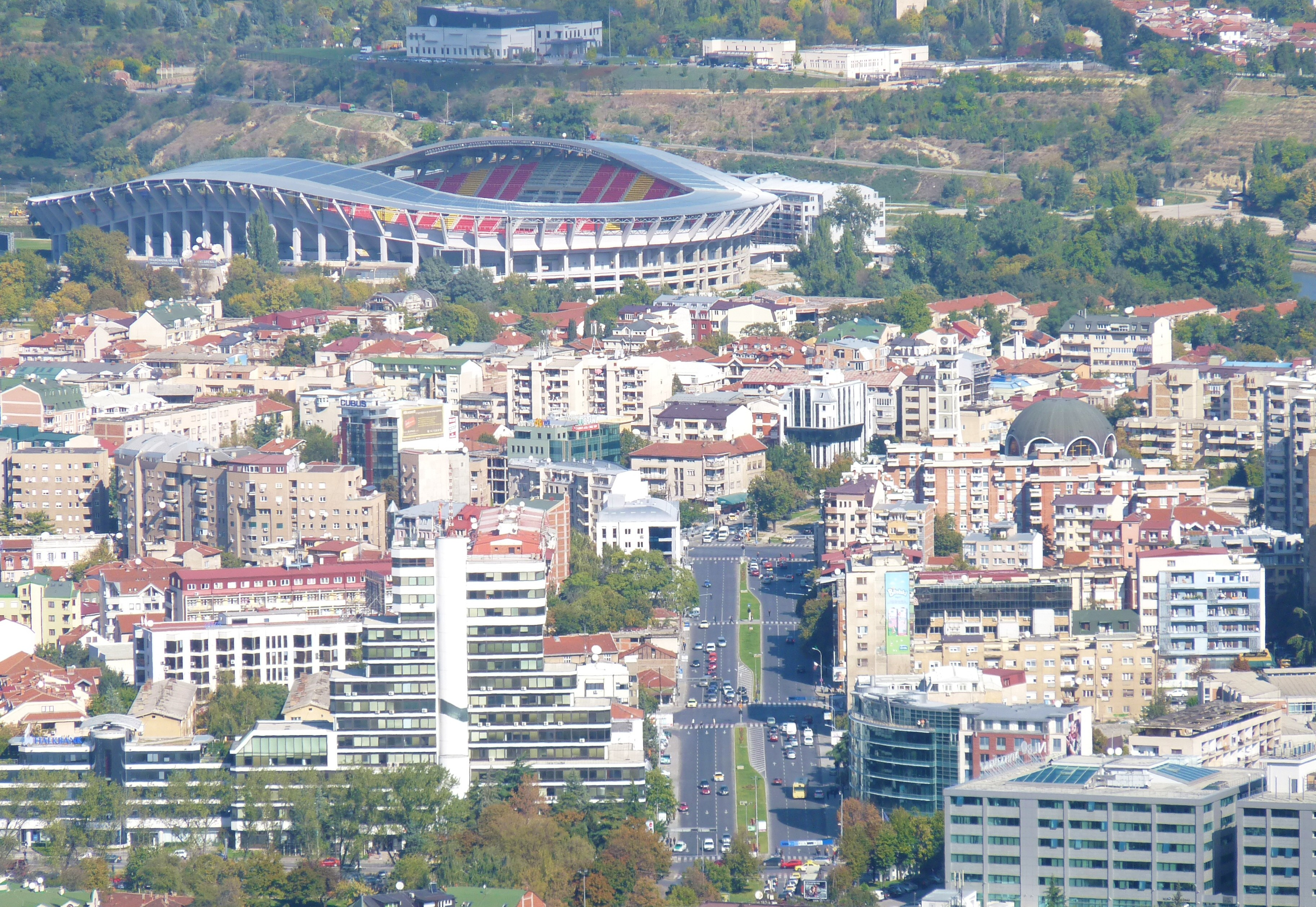
Панорама міста зі стадіоном